# 李宏 (明朝)
李宏（1420年—？），字有容，直隸保定府蠡縣人，軍籍，明朝政治人物。進士出身。

## 生平
順天府鄉試第八十一名。景泰二年（1451年）辛未科會試第一百九十一名，殿試登進士第三甲第七十二名。

## 家族
曾祖父李德全。祖父李執中。父亲李忠信。